# Sanghamitta
Saṅghamittā (Saṅghamitrā en sànscrit) era la filla gran de l'Emperador Asoka i de la seva primera muller, Devi. Juntament amb Mahinda, el seu germà, va entrar en una ordre de monjos budistes. Més tard els dos germans van anar a Sri Lanka per estendre els ensenyaments de Buda a petició del rei Devanampiya Tissa (250 aC – 210 aC) qui era un contemporani de Asoka (304 aC – 232 aC). Al principi va desembarcar a Mathagal'. El poble de Mathagal està situat a 16 km de Jaffna ciutat del nord de Sri Lanka, a la riba de l'Oceà Índic. L'emperador budista Samrat Asoka la va enviar a Sri Lanka juntament amb diverses altres monges on va començar el llinatge de monges de Bhikkhunis (una orde budista monastica de femelles plenament ordenada) a petició del rei Tissa, ordenant a la reina Anulā i altres dones de la cort de Tissa a Anuradhapura que desitjaven ser ordenades com a monges després que Mahinda les va convertir al budisme.
Després de la contribució de Sanghamittā a la propagació del budisme a Sri Lanka i l'establint del Bikhhunī Sangha o Meheini Sasna (Ordre de Monges) el seu nom esdevingué sinònim de "Ordre monàstica femenina del budisme Theravāda" que va establir no només a Sri Lanka sinó també a Birmània, Xina i Tailàndia. El dia de l'arbre més reverenciat, el arbre Bodhi, un plançó del qual va ser portat per ella a Sri Lanka i plantat en Anuradhapura, i que encara sobreviu, és celebrat cada any en el dia de la Lluna Plena de desembre com "Uduvapa Poya" o "Uposatha Poya" i també el dia de Sanghamittā, singularment pels budistes Theravāda de Sri Lanka.